# ويليام دين سينغلتون
ويليام دين سينغلتون (بالإنجليزية: William Dean Singleton)‏ هو ناشر أمريكي، ولد في 1 أغسطس 1951 في غراهام في الولايات المتحدة.

## وصلات خارجية
- ويليام دين سينغلتون على موقع إن إن دي بي (الإنجليزية)